# Núi Whitney
Núi Whitney là ngọn núi cao nhất Hoa Kỳ lục địa với độ cao 14.505 foot (4.421 m). Nó nằm trên biên giới giữa quận Inyo và Tulare của California, chỉ cách 84,5 dặm (136,0 km) về phía tây-tây bắc điểm thấp nhất ở Bắc Mỹ tại vực Badwater ở Vườn quốc gia thung lũng Death (282 foot (86 m) dưới mực nước biển).